# Central del Norte (estación de trolebús)
Central del Norte es una de las estaciones que conforman Línea 1 del Trolebús de la Ciudad de México. Esta estación se encuentra al Norte de la Ciudad de México.

## Información general
La Terminal Central del Norte, es una de las principales centrales de autobuses de la Ciudad de México, ofreciendo conexiones a toda la región norte y occidente del país. En esta terminal operan un número importante de líneas de autobuses entre las que se pueden mencionar ADO, ADO GL, Omnibus de México, Herradura de Plata, Flecha Amarilla etc. ofreciendo una amplia gama en servicios intermedio, directo, económico, primera clase y lujo. La terminal cuenta con 70 andenes distribuidos en 6 salas de espera. Sus destinos principales son: Aguascalientes, Celaya, Colima, Guadalajara, Irapuato, León, Manzanillo, Monterrey, Puerto Vallarta, Querétaro, San Luis Potosí, San Miguel Allende y Zamora. 
Hasta septiembre de 2019 usaba iconografía, su icono era la silueta de un autobús de pasajeros, ya que la estación se encuentra en las inmediaciones de la Central de Autobuses del Norte de la Ciudad de México.

## Lugares de interés
- Terminal Central de Autobuses del Norte
- Hospital Juárez de México
- Parroquia de San Judas Tadeo